# Рякудзи
Рякудзи (яп. 略字, сокращённые знаки), или хисся рякудзи (яп. 筆写略字 «рукописные сокращения знаков») — общеупотребительные скорописные варианты кандзи.

## Статус
Рякудзи нельзя использовать при прохождении официальных тестов, большинство из них не входит в Юникод. Некоторые сокращения знаков, не входящих ни в тоё кандзи, ни в дзёё кандзи, включены в стандарты JIS, они следуют принципам упрощения синдзитай и включены в экзамен Кандзи кэнтэй ( 餠 → 餅, 摑 → 掴). В процессе упрощения (синдзитай) некоторые рякудзи стали официальными формами.

## Использование
Рякудзи обычно встречаются в рукописных заметках. Рякудзи иероглифа 門 (мон, кадо; ворота (также является иероглифическим ключом)) широко распространён, хотя в середине 2000-х наметилась тенденция к снижению количества рякудзи.

## Примеры

## Другие примеры
Если у некоторого иероглифа есть рякудзи, то оно, с большой долей вероятности, будет употребляться в производных от него знаках. 門:
- 門
- 間
- 開

Некоторые рякудзи — фоносемантические знаки, при их образовании часть иероглифа заменяется на знак катаканы для указания онного чтения (議 (20 черт) может быть упрощён до 言 (семантически) + ギ (фонетик «ги» — чтение):
- 機 → 木 + キ «ки»
- 議 → 言 + ギ «ги»
- 魔、摩 → 广 + マ «ма»

У знака 機 много рякудзи, так как это часто используемый знак со значительным количеством черт (16); в дополнение к фоносемантическим упрощениям существуют также и графические упрощения:
- 木 + キ

## Внешние ссылки
- Примеры рякудзи